# Neoscalpellum crosnieri
Neoscalpellum crosnieri is een rankpootkreeftensoort uit de familie van de Scalpellidae. De wetenschappelijke naam van de soort is voor het eerst geldig gepubliceerd in 1989 door Ren.